# Warren E. Miller
Pour les articles homonymes, voir Warren Miller et Miller.
Warren Edward Miller (né le 26 mars 1924 à Hawarden en Iowa aux États-Unis et mort le 30 janvier 1999 à Scottsdale en Arizona aux États-Unis) est un politologue américain. Il est connu pour ses travaux sur le comportement électoral.

## Biographie
Originaire d'Hawarden dans l'État du Midwest de l'Iowa, Miller fait partie des forces armées dans l'USAAA de 1943 à 1946 où il participe à la Seconde Guerre mondiale.
À ce moment, il rejoint l'Université de l'Oregon. À cette université, il fait son baccalauréat de 1946 à 1948. En 1948, il se marie à Mildred Kiplinger. Il fait aussi sa maîtrise à cette université de 1948 à 1950. En 1954, il reçoit son doctorat de l'Université de Syracuse.
En 1951, alors qu'il est toujours en train de faire son doctorat, il rejoint l'Université du Michigan comme assistant au directeur d'étude du Survey Research Center (SRC). En 1953, il sera promu au titre de directeur d'étude. Après une courte absence, il sera de retour à cette université en 1956 et, deux ans plus tard, devient professeur associé puis chercheur l'année suivante. En 1960, Miller publie, avec Angus Campbell, Philip E. Converse et Donald Stokes, The American Voter, un livre influent dans le domaine des comportements électoraux. En 1963, il est fait professeur à part entière par l'université du Michigan. En 1966, il publie un autre livre influent du nom de Elections and Political Order. En 1979, il est nommé président l'American Political Science Association pour l'année suivante. En 1977, alors qu'il est professeur à l'université, il est admis à l'Académie américaine des arts et des sciences. Il reste à cette institution jusqu'en 1982, après avoir été Arthur W. Bromage Professor of Political Science.
En 1954, un an après avoir été promu directeur d'étude du SRC, il quitte l'université du Michigan pour l'Université de Californie à Berkeley où il est professeur assistant jusqu'en 1956. À partir de 1982, il est professeur à l'Université d'État de l'Arizona. C'est à cette institution que Miller publie avec J. Merrill Shanks son deuxième ouvrage le plus influent : The New American Voter.
Il décède le 30 janvier 1999 au Scottsdale Healthcare Osborn Hospital à Scottsdale à la suite de complications liées au diabète à l'âge de 74 ans.

## Apports
Son livre The American Voter, écrit avec Angus Campbell, Philip E. Converse et Donald Stokes, est influent dans le domaine des comportements électoraux pour avoir introduit le paradigme de Michigan qui argumente l'importance de l'identification partisane chez les électeurs et la façon dont celle-ci affecte la vision des candidats et de leurs actions. Ce modèle, basé sur le concept d'entonnoir de la causalité où une série d'événements de l'enfance, l'identification partisane à la campagne affecte l'un-l'autre dans un ordre chronologique pour déterminer le vote d'un électeur.
Son ouvrage The New American Voter, écrit avec J. Merrill Shanks, propose un autre modèle du nom de modèle de «bloc-récursive» qui combine plusieurs précédents modèles en six étapes menant au vote. Ce modèle reste assez populaire dans la discipline, mais est régulièrement considéré comme légèrement moins efficace que le modèle de valence développé par son ancien collège avec qui il a écrit The American Voter, Donald Stokes.

## Vie privée
À la suite de son premier mariage avec Mildred Kiplinger qui finit en divorce, Miller se remarie avec la politologue Ruth S. Jones. Il a deux enfants, Jeffrey R. Miller et Jennifer R. Miller,.